# Friederich Nicolai Wilhelm von Paulsen
Friederich Nicolai Wilhelm (von) Paulsen (1. november 1784 i Slesvig by – 4. februar 1872 i Kongens Lyngby) var en dansk forstmand, bror til Fritz Paulsen.
Paulsen, der var søn af generalmajor Peter von Paulsen (1735-1815) og Anna Catharine Claudine f. Bertelsen de Cederfeld, valgte først den militære løbebane. 1809 tog han forsteksamen i København, og 1816 forlod han krigstjenesten med ritmesters rang. Samme år blev han konstitueret og 1819 udnævnt til overførster for Københavns Amts m.fl. statsskove, og 1829 afløste han Georg Wilhelm Brüel som overførster på Egelund, hvor han blev indtil sin afsked 1860; han døde i Lyngby 4. februar 1872. Paulsen blev 1810 forst- og jagtjunker, 1815 kammerjunker, 1826 hofjægermester, 1840 kammerherre, 1847 Kommandør af Dannebrogordenen. Paulsen var en meget nidkær og pligtopfyldende embedsmand, hvem regeringen jævnlig overdrog at undersøge offentlige og private skoves forhold, ligesom han gentagne gange var medlem af forstlige kommissioner (1833-63 af Forsteksaminationskommissionen) og en tid måtte bestyre flere private skovbesiddelser.
Han ægtede 14. december 1820 Henriette Elisabeth baronesse Juul (24. december 1796 – 24. maj 1832) og dernæst 1. juni 1834 hendes søster Ottilia Christiane Adolphine (1. februar 1803 – 28. juli 1883), døtre af kammerherre, oberstløjtnant Ove Henrik baron Juul-Rysensteen.